# Stanisław Baliński (urzędnik)
Stanisław Baliński (ur. 2 maja 1782 w Wilnie, zm. 13 lutego 1813 w Krakowie) – rysownik i miedziorytnik, później urzędnik ministerstwa sprawiedliwości w Warszawie.
Brat Michała Balińskiego, w młodości uczył się w Wilnie u profesora malarstwa Jana Rustema. Był absolwentem Szkoły Głównej Wileńskiej. Po powrocie z podróży po krajach środkowej Europy w 1805 opublikował tłumaczenie „Maksym i uwag moralnych” księcia de La Rochefoucauld (Wilno, 1812).
W 1810 roku przeniósł się do Warszawy, gdzie objął stanowisko rządowe. Tam opublikował rozprawę „O fabrykacji cukru z białych buraków” (1811).
W 1811 roku był członkiem loży wolnomularskiej Świątynia Izis.